# Titelhandel
Als Titelhandel wird der unrechtmäßige Handel mit Adelstiteln und akademischen Graden genannt. Eine rechtliche Grauzone stellen dabei die sogenannten „Promotionsberatungen“ dar.

## Adelstitel
Adelstitel wie Freiherr, Graf, Fürst oder Herzog sind seit 1918 juristisch nicht mehr existent, sondern nur noch Teil des Familiennamens. Dieser kann, wie andere Familiennamen auch, u. a. durch Geburt, Heirat oder Adoption erworben werden. „Adelige“ Namen versprechen weiterhin großes Sozialprestige. Vielfach werden sie daher durch Scheinadoptionen gegen Entgelt vergeben, wobei der Adoptierte regelmäßig enterbt wird.
Spezielle Agenturen haben sich auf die Vermittlung derartiger Adoptionen spezialisiert. Bekannt geworden ist insofern etwa Hans-Hermann Weyer („Konsul Weyer“), der sich selbst von einer Gräfin von Yorck adoptieren ließ und seither den bürgerlichen Nachnamen „Weyer-Graf von Yorck“ trug.

## Akademische Grade
Der Doktorgrad wird von promotionsberechtigten Universitäten an Akademiker vergeben, die über den normalen Studienabschluss zusätzliche Leistungen wie insbesondere eine Dissertation sowie ggf. weitere Leistungsnachweise (z. B. Seminarscheine, Rigorosum) vorlegen. Für nicht-wissenschaftliche Verdienste kann daneben ehrenhalber der Doktor h.c. vergeben werden.
Insbesondere der ordentliche Doktorgrad ohne „h.c.“ bringt seinem Träger gesellschaftliches Ansehen und eventuell berufliche Vorteile wie eine Einkommenssteigerung, abhängig von Beruf und Land. Der Soziologe und Elitenforscher Michael Hartmann nannte das „Sozialprestige eines Doktortitels“ nach wie vor relativ hoch. Der Doktorgrad sei zwar nicht mehr unbedingt zwingend, um zu einer Elite zu gehören, doch er runde das „vermeintlich makellose Gesamtbild ab“ und helfe durchaus bei der persönlichen Karriere. Insbesondere „in Berufen, in denen man auch repräsentieren muss, bringt es durchaus etwas, sich promovieren zu lassen“. Debora Weber-Wulff forderte, den Doktorgrad nicht mehr im Personalausweis einzutragen, da er nur im wissenschaftlichen Zusammenhang von Bedeutung ist, nicht im wirtschaftlichen oder privaten Umfeld.
Auch hier besteht für Menschen, die die Promotionsvoraussetzungen (Studienabschluss, Mindestnote etc.) nicht erfüllen oder den erheblichen zusätzlichen Aufwand für die Anfertigung der Dissertation scheuen, die Versuchung, den Doktorgrad gegen Entgelt auf „einfacherem“ Wege zu erlangen.

### Situation in Deutschland
Als Promotionsberatung wird in Deutschland das Vermitteln und die Hilfestellung bei Promotionsarbeiten angesehen. Sogenannte Titelhändler vermitteln Titel, wie ein Diplom, einen Doktortitel oder eine Professur. Eine Dienstleistung ist, den Kontakt zum Professor zu knüpfen und die Promotion unterstützend zu begleiten. Da letztlich aber der Doktorand selbst sein Thema finden und bearbeiten muss, bleibt nur sehr wenig übrig, das legal von einer „Promotionsberatung“ übernommen werden könnte.
Teilweise vermitteln die Promotionsberater auch Titel ausländischer Hochschulen, meist aus Osteuropa oder von anderen Kontinenten. Diese stellen meist keine allzu großen Ansprüche an den Inhalt der Promotion. Die Promotionsberatung hilft bei der Übersetzung in die jeweilige Landessprache oder beim Verfassen der Doktorarbeit selbst. 25.000 bis 40.000 Euro kostet laut Zeit eine Promotion – ein Diplom oder eine Professur etwas weniger. Manche Hochschulen „verkaufen“ ihre Titel sogar ohne nennenswerte wissenschaftliche Leistung des Interessenten. Man spricht hier von Titelmühlen; ein Beispiel ist die Mave University auf den Britischen Jungferninseln. Derartige „Grade“ dürfen in Deutschland in aller Regel nicht geführt werden und sind schon gar nicht eintragungsfähig in Personaldokumente.
In einer legalen Grauzone bewegen sich Unternehmen, die Ehrendoktorwürden ausländischer (zumeist osteuropäischer) Universitäten oder Institute vermitteln, die den Interessenten gegen eine „Spende“ verliehen werden. Dies ist zwar nicht zwingend illegal, allerdings dürfen diese Grade nicht in den Ausweis eingetragen und auch nicht ohne „h.c.“ und Herkunftsangabe geführt werden, was die Attraktivität des Angebotes stark verringert.
Zielgruppe sind meist Anwälte, Makler, Unternehmensberater, Manager und Ärzte, die im Berufsleben stehen und nicht die Zeit für eine Dissertation aufbringen wollen.

### Situation in Russland
In Russland werden jährlich ca. 30.000 Promotionen vergeben. Teilweise werden Doktorgrade an verdiente Beamte ohne Gegenleistung verliehen oder auch direkt verkauft. 2012 musste der Rektor der Akademie für Mathematik in Moskau zurücktreten, da sein Doktorgrad gekauft war.